# Materia scura barionica
In astronomia e cosmologia, la materia scura barionica è una materia oscura composta di barioni, cioè protoni e neutroni e combinazioni di questi, come gli atomi ordinari. I candidati per la materia oscura barionica comprendono i gas non luminosi, gli oggetti astrofisici massivi compatti di alone  (oggetti condensati come buchi neri, stelle di neutroni, nane bianche, stelle molto deboli, o oggetti non luminosi come pianeti) e nane brune.
La quantità totale di materia oscura barionica può essere dedotta dalla nucleosintesi del Big Bang, e dalle osservazioni della microonde cosmiche di fondo. Entrambe indicano che la quantità di materia oscura barionica è molto più piccola della quantità complessiva della materia oscura. Nel caso della nucleosintesi del Big Bang, il problema è che grandi quantità di materia ordinaria significano  un universo primordiale più denso, una conversione più efficace di materia per l'elio-4 e meno eccedenza di deuterio incombusto. Se si ipotizza che tutta la materia oscura nell'universo sia costituita da barioni, allora nell'universo c'è troppo deuterio.
La questione potrebbe essere risolta se ci fosse qualche mezzo per produrre il deuterio, ma i grandi sforzi negli anni '70 fallirono nell'elaborare meccanismi plausibili che fanno sì che ciò si verifichi. Per esempio, i MACHO, che comprendono, ad esempio, le nane brune (sfere di idrogeno ed elio con masse {\displaystyle <0.08M_{\odot }}), che non iniziano mai la fusione nucleare dell'idrogeno, ma che permettono di bruciare deuterio. Altre possibilità esaminate comprendono le "jupiter", che sono simili alle nane brune ma hanno masse {\displaystyle \sim 0.001M_{\odot }} e non bruciano nulla, e le nane bianche. 